# Katharine Jefferts Schori
Katharine Jefferts Schori (Pensacola, 26 marzo 1954) è una vescova anglicana statunitense.

## Biografia
Katharine Jefferts Schori fu ordinata presbitera nel 1994, nel 2001 fu eletta e consacrata vescova del Nevada.
Il 18 giugno 2006 durante il Convegno generale della Chiesa Episcopale degli Stati Uniti d'America è stata eletta Presidente. In questo modo è risultata la prima donna a diventare primate di una Chiesa che fa parte della Comunione anglicana.
Katherine Schori è sposata dal 1979 ed ha una figlia.
Katherine Schori il 23 settembre 2014 ha annunciato che non si sarebbe ricandidata come Vescovo Presidente (Presiding Bishop). Il 27 giugno 2015, la convenzione generale (General Convention) ha eletto il Vescovo Michael Bruce Curry della Carolina del Nord come il 27º Vescovo Presiedente della Chiesa Episcopale. Curry è il primo afro-americano ad essere eletto alla carica di Vescovo Presiedente (Presiding Bishop) succedendo così al Vescovo Katherine Schori come Vescovo presidente (Presiding Bishop) il 1º novembre 2015